# 衛兵室 (テニールス)
『衛兵室』（えいへいしつ、露: Караульня、英: Guardroom）は、フランドルのバロック期の画家ダフィット・テニールス が1642年に板上に油彩で制作した絵画である。現在、サンクトペテルブルクのエルミタージュ美術館に所蔵されている。画面下部左側に「 David Teniers F. 1642」と署名および制作年が記されている。おそらく真筆である何点かの署名のないヴァリアントがサンクトペテルブルク近郊のエカテリーナ宮殿やウォルターズ美術館 (ボルティモア) に所蔵されている。また、特定されていない画家による本作の初期の複製がストックホルム国立美術館に所蔵されている。

## 作品
シェーンボルン男爵のコレクションに由来する本作は1738年4月16日に競売にかけられたが、それ以前の来歴は不明である。以降、ヘッセン＝カッセル方伯のコレクションに入ったが、1806年にナポレオンの軍隊により略奪された後、ジョゼフィーヌ・ド・ボアルネに譲渡され、マルメゾン城に所蔵された。1814年に、作品はマルメゾン城にあったほかの37点とともにロシア皇帝アレクサンドル1世に売却された。

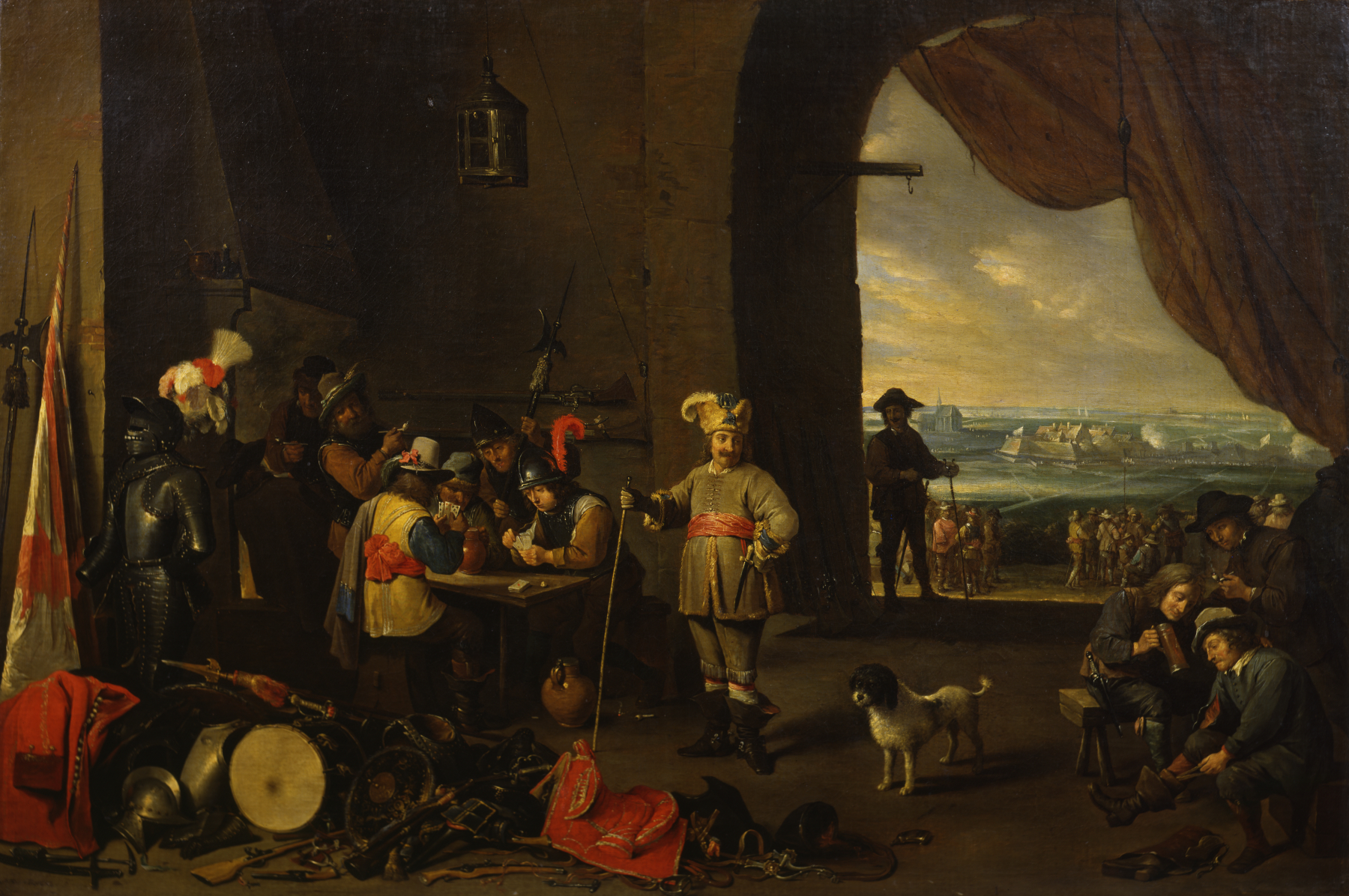
ウォルターズ美術館の同主題作

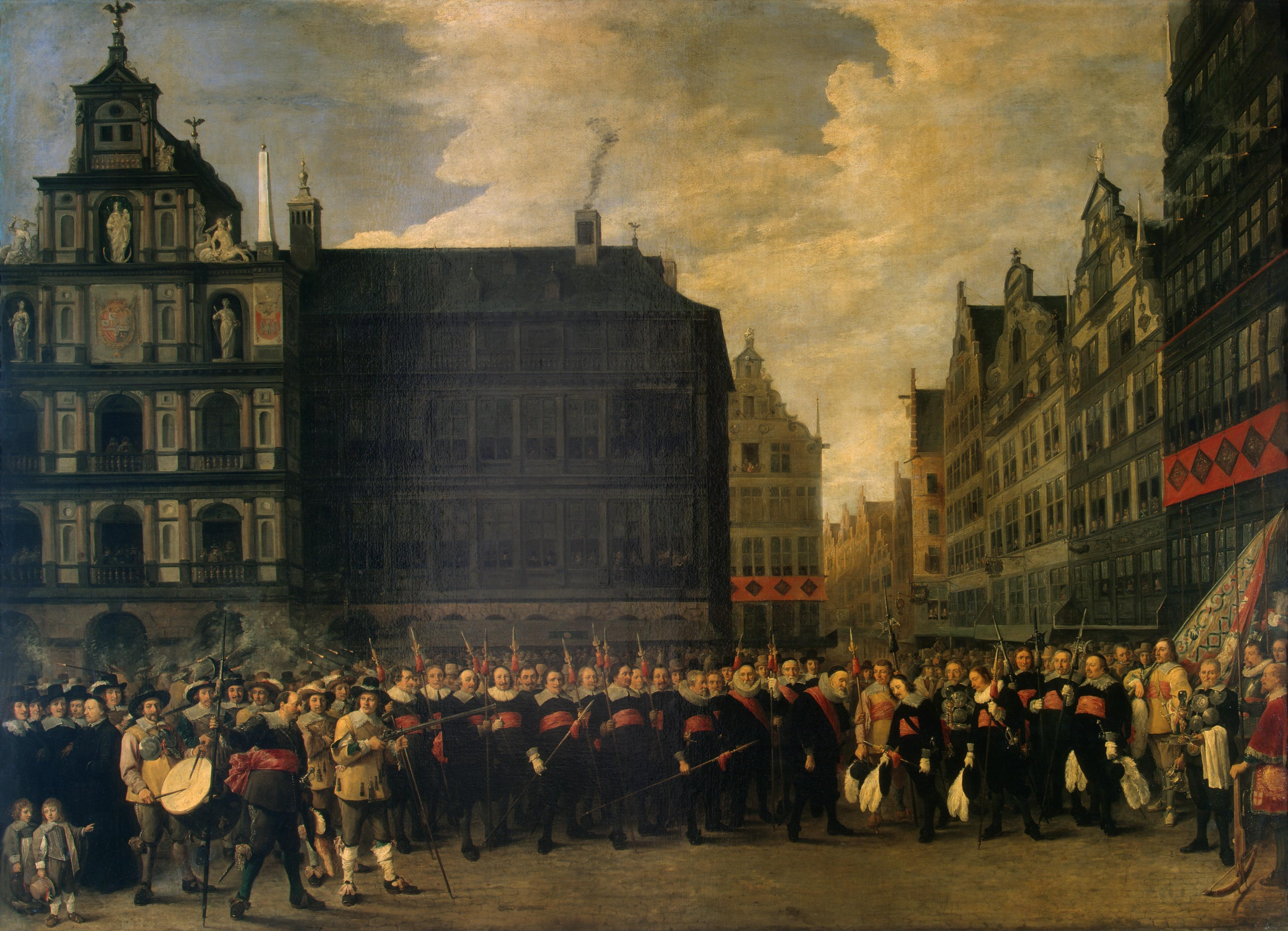
テニールス『フローテ広場の古クロスボウギルド』 (1643年)、エルミタージュ美術館

テニールスは、この絵画で演劇的要素を導入している。画面前景にある軍服、拳銃、槍、サーベル、盾、太鼓、旗は、中景に見える軍隊生活の風俗的場面、および遠景にある戦闘場面と組み合わせされている。画面中央にいる隊長は立派な軍服を身に着け、荘重なポーズで立っている。右側のアーチに掛かっている幕は演劇的要素をいっそう強調しており、「上がった幕」がさらなる演劇的空間である風景を垣間見せている。
絵画が制作された1642年に、スペイン領ネーデルラントの新しい支配者フランシスコ・デ・メロが2度にわたってフランス軍を破り、短期間フランス軍のアントウェルペンへの侵攻を阻止したが、遠景の戦闘場面はこのことを反映しているともいえる。この絵画は射手、武器、旗、軍服の描写の点で、テニールスの1643年の絵画『フローテ広場の古クロスボウギルド』をいくらか予期する作品となっている。